# Contea di Tianyang
La contea di Tianyang (田阳县S, Tiányáng XiànP) è una contea della Cina, situata nella regione autonoma di Guangxi e amministrata dalla prefettura di Baise.